# André Freire
André Freire (25 de Abril de 1961 – 30 de Outubro de 2024) foi um politólogo, professor catedrático e investigador de Ciências Políticas no ISCTE-Instituto Universitário de Lisboa  e comentador político da RTP e do jornal Público.
Ficou conhecido como um pioneiro dos estudos do comportamento eleitoral em Portugal.

## Vida e carreira
André Freire foi diretor do departamento em Ciência Política no ISCTE, assim como diretor da licenciatura naquela universidade de Lisboa. Também era investigador do Centro de Investigação e Estudos em Sociologia (CIES-IUL). Foi ainda Director do Observatório para a Democracia e Representação Política. 
Conduziu várias pesquisas nas áreas do comportamento político e das atitudes políticas , tanto dos eleitores como dos candidatos políticos e das Instituições Políticas,  tanto a nível nacional como internacional. 
Palestrou sobre esses temas e tendo também publicado, em diferentes línguas, obras e artigos académicos sobre estas matérias.  Recebeu diversos prémios e bolsas de estudo relacionados com a sua área de estudo. 
Além disso, André Freire também trabalhou para imprensa nacional portuguesa, sendo um comentador regular nalguns jornais como o Público  (2006 a 2016) e o Jornal de Letras  (2017 a 2021), bem como o DN,  Expresso,  Jornal I,  Económico,  Jornal de Negócios, entre outros
Também estendeu as suas competências como comentador político ao âmbito televisivo, tendo aparecido em segmentos  da RTP,  TVI  e SIC  , e radiofónico, tendo participado em programas da Antena 1 e da TSF.
Quanto ao plano da vida cívica, foi militante do Sindicato Nacional do Ensino Superior (SNESup)  e apoiou vários manifestos e petições,  nomeadamente defendendo a colaboração entre os partidos de esquerda portugueses para governar,  desde as eleições legislativas portuguesas de 2009 .
Participou do blog Ladrões de Bicicletas de 2007 a 2010, e foi co-criador do blog A Vaca Voadora  onde participou desde 2016 até à sua morte.

### Morte
Freire morreu devido a complicações de uma cirurgia ao ombro, em 30 de outubro de 2024, aos 63 anos 
André Freire tinha sido sujeito a uma intervenção cirúrgica programada, ao ombro no Hospital da Luz, em Lisboa, após infeção numa prótese. 
No rescaldo da cirurgia, ainda em contexto pós-operatório, sofreu uma paragem cardiorrespiratória, tendo sido ulteriormente transferido para os cuidados intensivos do Hospital São Francisco Xavier, onde acabou por morrer.

### Livros ( enquanto autor)
- Freire, André (2006), Esquerda e Direita na Política Europeia.[29] Portugal, Espanha e Grécia em Perspectiva Comparada, Lisboa, Imprensa de Ciências Sociais; Tradução para o inglês: Esquerda e Direita na Política Europeia. Portugal, Espanha e Grécia em Perspectiva Comparada (2006)
- Março, Lucas, e Freire, André (2012), A Esquerda Radical em Portugal e na Europa: Marxismo, Mainstream ou Marginalidade? , Porto, Quid Novi;
- Freire, André (2017), Para lá da «Geringonça»: O Governo de Esquerdas em Portugal e na Europa[30], Lisboa, Contraponto;
- Freire, André (2022), Left and Right: Meaning and Correlates in New and Long Consolidated Democracies,[31] Moldávia: Eliva Press.

### Livros (enquanto editor)
- Freire, André, Marina Costa Lobo & Pedro Magalhães (editores) (2007), Portugal nas Votações.[32] Eleições legislativas de 2002[33], Lanham, MD: Lexington.
- Freire, André (editor) (2011), Eleições e Sistemas Eleitorais no século XX Português: Um Balanço Histórico e Comparativo[34], Lisboa, Colibri;
- Freire, André (editor) (2012), O Sistema Político Português, séculos XIX-XXI: Continuidades e Ruturas[35], Coimbra, Almedina;
- Freire, André, Mélany Barragan, Xavier Coler, Marco Lisi e Emmanouil Tsatsanis (editores) (2020), Representação política no sul da Europa e na América Latina: antes e depois da Grande Recessão e da Crise das Commodities[36] , Volume editado para a série de livros da Routledge “Routledge Research on Social and Political Elites”.
- Lisi, Marco, André Freire & Emmanouil Tsatsanis (editores) (2020), Representação Política e Cidadania em Portugal: da Crise à Renovação?[37] , Livros Lexington – Rowman & Littlefield.

### Artigos em periódicos internacionais revistos
- Freire, André (2006), “Bringing Social Identities Back In: The Social Anchors of Left-Right Orientation in Western Europe”, International Political Science Review, 27 (4), 359–378.[38]
- Costa, Olivier, André Freire Jean-Benoit Pilet (2012), Editores do Simpósio “POLITICAL REPRESENTATION IN BELGIUM, FRANCE AND PORTUGAL: MPs AND THEIR CONSTITUENTS IN VERY DIFFERENT POLITICAL SYSTEMS”, organizado para a revista Representation – Journal of Representative Democracy, Volume 48 (4), pp. 351–418. (4 artigos e introdução).[39]
- Português Freire, André & Ana Belchior (2013), “ Ideological Representation in Portugal: MPs'–Electors' Linkages in Terms of Left–Right Placement and Substantive Meaning ”, Journal of Legislative Studies, 19, No.1 (março de 2013), pp. 1–21 .[40]
- Freire, André, Marco Lisi, Ioannis Andreadis & José Manuel Leite Viegas (2014), Editores do Número Especial “Political Representation in Bailed-out Southern Europe: Greece and Portugal Compared ”, South European Society and Politics, Vol. 19, nº 4, pp. 413–559 (6 artigos mais introdução).[41]
- Freire, André (2015), “ Left-Right Ideology as a Dimension of Identification and as a Dimension of Competition”, Revista de Ideologias Políticas, Volume 20, Nº1, pp. 43–68.[42]
- Freire, André & Marco Lisi (2016), Editores do Dossiê “ Political parties, citizens and the economic crisis: The evolution of Southern European democracies”, Revista Portuguesa de Ciências Sociais, Vol. 15, Nº 2, pp. 153–274 (artigos sobre Chipre, de Yiannos Katsourides – Universidade de Chipre; Grécia, de Emmanouil Tsatsanis – CIES-IUL; Espanha, de Lucia Medina – UAB; Itália, de Marco Lisi – FCSH-UNL; & Portugal, de André Freire – ISCTE-IUL; – mais introdução de André Freire & Marco Lisi).[43]
- Freire, André e Kats Kivistik (2016), « Regime transition, value conflicts and the left-right divide at the mass level: The Baltic States and Southern Europe compared», Communist and Post-Communist Studies, Vol. 49, Nº 4, pp. 293–311 (dentro da edição especial de 2016 sobre «As transformações da extrema direita e da extrema esquerda na Europa». Editora convidada, Marlene Laruelle). [44]
- Freire, André, & Kivistik, Kats (2018), « Authoritarian legacies and mass left-right regime support in new democracies: The Baltic States and Southern Europe compared », Comparative European Politics, Volume 16 (2), pp 249–270.   [45]
- Freire, André (2021), " Aliança governamental de esquerda em Portugal, 2015-2019: Uma forma de renovar e rejuvenescer a social-democracia? ", Revista Brasileira de Ciência Política, 15(2)[46]
- Freire, André, Andrea Pedrazzani, Emmanouil Tsatsanis, Xavier Coller & Paolo Segatti (2021), "Age and Descriptive Representation in Southern Europe: The Impact of the Great Recession on National Parliaments, South European Society and Politics ", 26:2, 271–301[47]